# Китчелт, Герберт
Герберт П. Китчелт (англ. Herbert P. Kitschelt ) — американский политолог, профессор международных отношений в Университете Дьюка. В 2002 году избран членом Американской академии искусств и наук (AAA&S).

## Биография
Профессиональное образование получил в Кёльнском университете (бакалавр, 1973), в Маргбурской университете (магистр, 1974) и в Билефедском университете (доктор, 1979). 
С 1980 года работает в Университете Дьюка (с 1992 года в должности профессора).

## Книги
- Логика формирования партий: экологическая политика в Бельгии и Германии. Издательство Корнельского университета, 1989.
- Трансформация европейской социал-демократии. Издательство Кембриджского университета, 1994.
- Праворадикальные партии в Западной Европе: сравнительный анализ. Издательство Мичиганского университета, 1995. (в соавторстве с Энтони Дж. Макганном; Зденкой Мансфельдовой, Радославом Марковским и Габором Тока).
- Посткоммунистические партийные системы, конкуренция, представительство и межпартийное сотрудничество. Издательство Кембриджского университета, 1999.
- Покровители или политики? Модели демократической подотчетности и политической конкуренции. Издательство Кембриджского университета, 2006. ( под общей редакцией Стивена Уилкинсона.

## Награды и отличия
- Премия Юхана Шютте в политических науках (2025)